# Masserof
|  | Per a altres significats, vegeu «Barranc de Masserof». |

Masserof és una partida de Xaló, a la comarca alacantina de la Marina Alta, que està situada al Sud-oest del terme municipal. Masserof té un relleu accidentat, amb altures que varien entre els 450 i 800 metres sobre el nivell del mar.

## Història
Els primers assentaments humans es remunten a la Prehistòria, com ara la Cova del Mançano amb les seues figures humanes i animals de caça característics de l'estil de pintura rupestre anomenat art llevantí. També s'han trobat abundants restes de ceràmica ibèrica, i se sap que en temps dels romans va existir una vil·la o finca, que es considera l'origen de la posterior alqueria àrab (ubicada en el nucli conegut com "les Cases del Masserof").
Ja en l'època cristiana, el dia 17 de març del 1305 l'insigne cavaller Bernat Bou de Sarrià, senyor de Callosa d'en Sarrià, va comprar l'alqueria de Masserof, quan ja li pertanyien per adquisicions anteriors la resta de les partides que componen l'actual terme municipal de Xaló. Entre els anys 1435 i 1440 Jaume Martorell, germà de l'excels novel·lista Joanot Martorell, fou senyor de Masserof. El senyoriu l'havia rebut de son pare, Francesc Martorell, i el va perdre a causa d'un deute contret amb Mateu Pujades, veí de València, conseller i tresorer reial, que es va convertir així en el nou senyor de Masserof.
Posteriorment, Masserof va entrar a formar part de l'antiga Baronia de Xaló, la qual pertanyia al llinatge dels Íxer. D'aquell moment històric procedeix el nom d'un dels fondos més coneguts d'aquesta contrada: el del Baró. Precisament, hi ha constància documental del cognom d'una família de moriscos -la dels Asén- que vivia a Masserof a finals del segle xvi. Un dels seus membres, Benet Asén, el trobem instal·lat a Xaló l'any 1578, on se'l coneixia amb l'apel·latiu de "fill de Masserofí" com a recordatori de la seua procedència.
El 1609, l'any de l'expulsió dels moriscos, Masserof i altres partides es converteixen en "llochs despoblats en los quals no y ha habitasió alguna", segons la Carta Pobla del 1611. Però, de tota manera, el cultiu de les terres de Masserof no va quedar desatés perquè els nous pobladors vinguts de Mallorca i Eivissa s'hi van obligar solemnement en la Capitulació Primera de l'esmentada Carta.

## Clima i vegetació

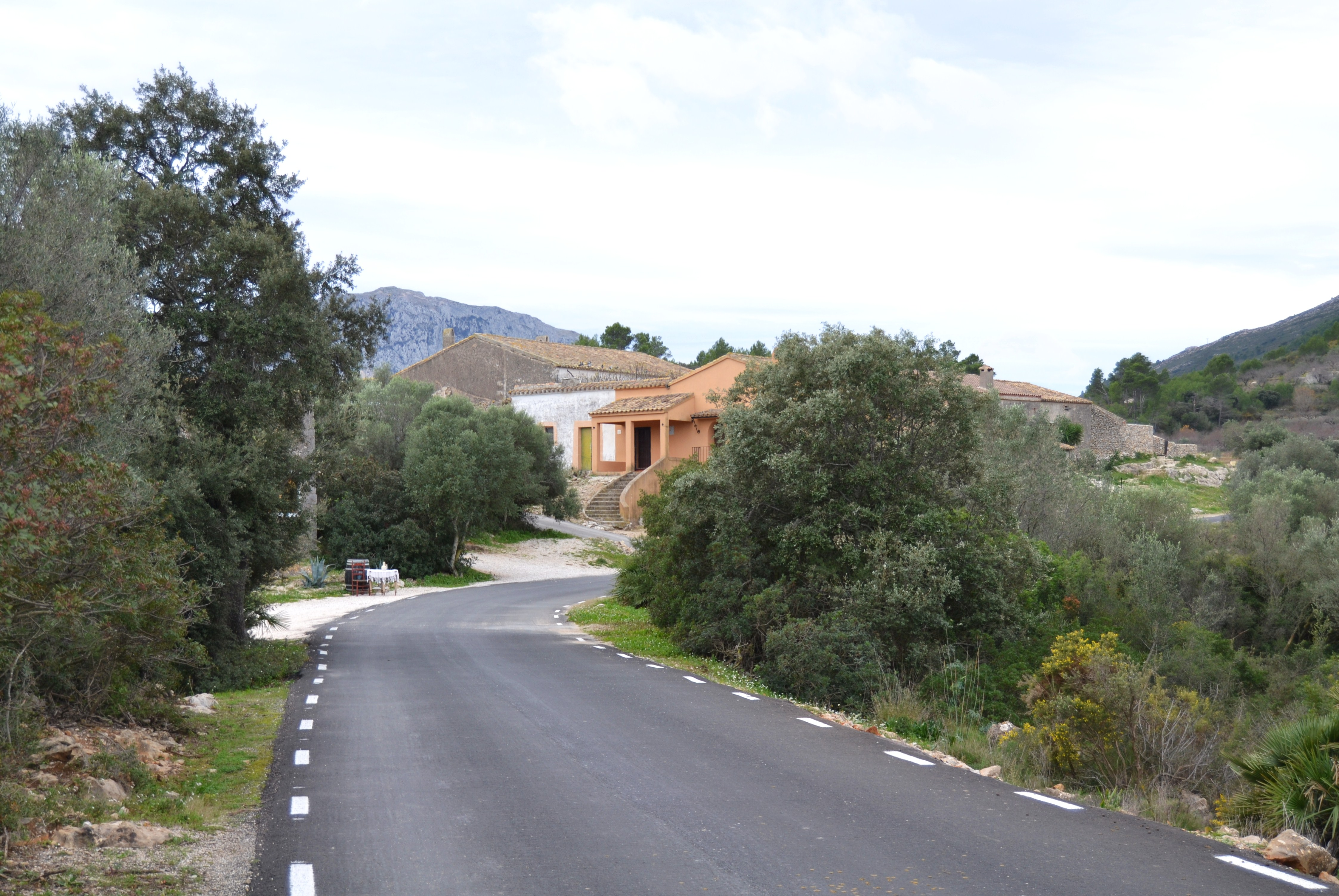
Entrada a Masserof

Un element característic d'aquest indret és que el vent, quan bufa, sol fer-ho amb molta força. Per això no és gens estrany trobar-s'hi amb teulades sobre les quals els propietaris han disposat, ací i allà, unes quantes pedres per evitar que el vent arranque el menor nombre possible de teules, i fins i tot la forma arrodonida i ajaguda de les abundants mates de camamirla (camamilla) les fa especialment resistents a l'acció mecànica del vent.
La camamirla floreix cap al mes de juny, tot conferint al paisatge masserofenc una tonalitat groga d'una gran bellesa. Molta gent aprofita aleshores els caps de setmana per dedicar-se a recol·lectar les flors de la camamirla, que per les seues poderoses propietats curatives són fonamentals en la fitoteràpia. Galè, el gran metge de l'Antiguitat, les recomanava en el tractament de les febres. Els romans les empraven per a l'eliminació de càlculs. Externament, la infusió freda de camamirla s'aplica en forma de banys per a calmar la irritació dels ulls i, glopejada, dona vigoria a les genives. A Xaló circula una dita popular sobre les virtuts remeieres de la camamirla, que diu:
Les genives sana,
la vista millora,
les febres estronca
i el mal de cap calma.

Una altra planta que creix espontàniament a les muntanyes masserofenques és el margalló, una palmera nana, pròpia de l'àrea del litoral i el prelitoral i inexistent a l'interior, de fulles palmipartides que tenen l'aparença d'unes mans obertes amb nombrosos dits.
Aquestes fulles (tradicionalment conegudes amb el nom de "palma") tallades tendres, i assecades després, s'usaven antigament per a la confecció d'escombres, estores, cabassos, barxes i altres estris domèstics. Per això, cada estiu, els pagesos procuraven abastir-se de fulles de margalló que, després d'haver-les blanquejades amb sofre, les entrellaçaven formant tires que cosien entre si per fer cabassos o barxes.
La medul·la del margalló és comestible i se sol prendre barrejada amb mel. També són bons per a menjar els dàtils que el margalló produeix (denominats popularment amb l'apel·latiu de "pa de rabosa"). Aquests fruits maduren cap al final de l'estiu, i tenen una dolçor asprívola.
Una especialíssima qualitat del margalló és la seua resistència al foc: és una planta que rebrota amb molta facilitat després d'haver-se produït un incendi forestal.

## Perspectives actuals
A banda del seu valor agrícola, Masserof té hui per a Xaló un triple interés natural, paisatgístic i cultural pel que fa al conjunt de "Les Cases" i "El Rodat".
El nucli de "Les Cases" s'alça sobre un estratègic promontori que és pas obligat per accedir a la serra de Bèrnia des de Xaló. Aquesta condició unida al fet que al seu voltant existisca una franja de terres cultivables, suficient per a l'autoabastiment, i hi haja uns quants pous que asseguren el consum d'aigua per a persones i animals, l'han convertit en un lloc d'assentament privilegiat per a les distintes civilitzacions que l'han poblat.
"El Rodat" és un acotat de caça amb un perímetre de més d'un quilòmetre i delimitat per murs de pedra d'un altària superior als tres metres.

## Llocs per a visitar
- Les Cases (o Poblat de Masserof)
- La Costera de Masserof
- El Fondo del Baró
- El Morro de la Ventolana
- El Rodat